# Josh Segarra

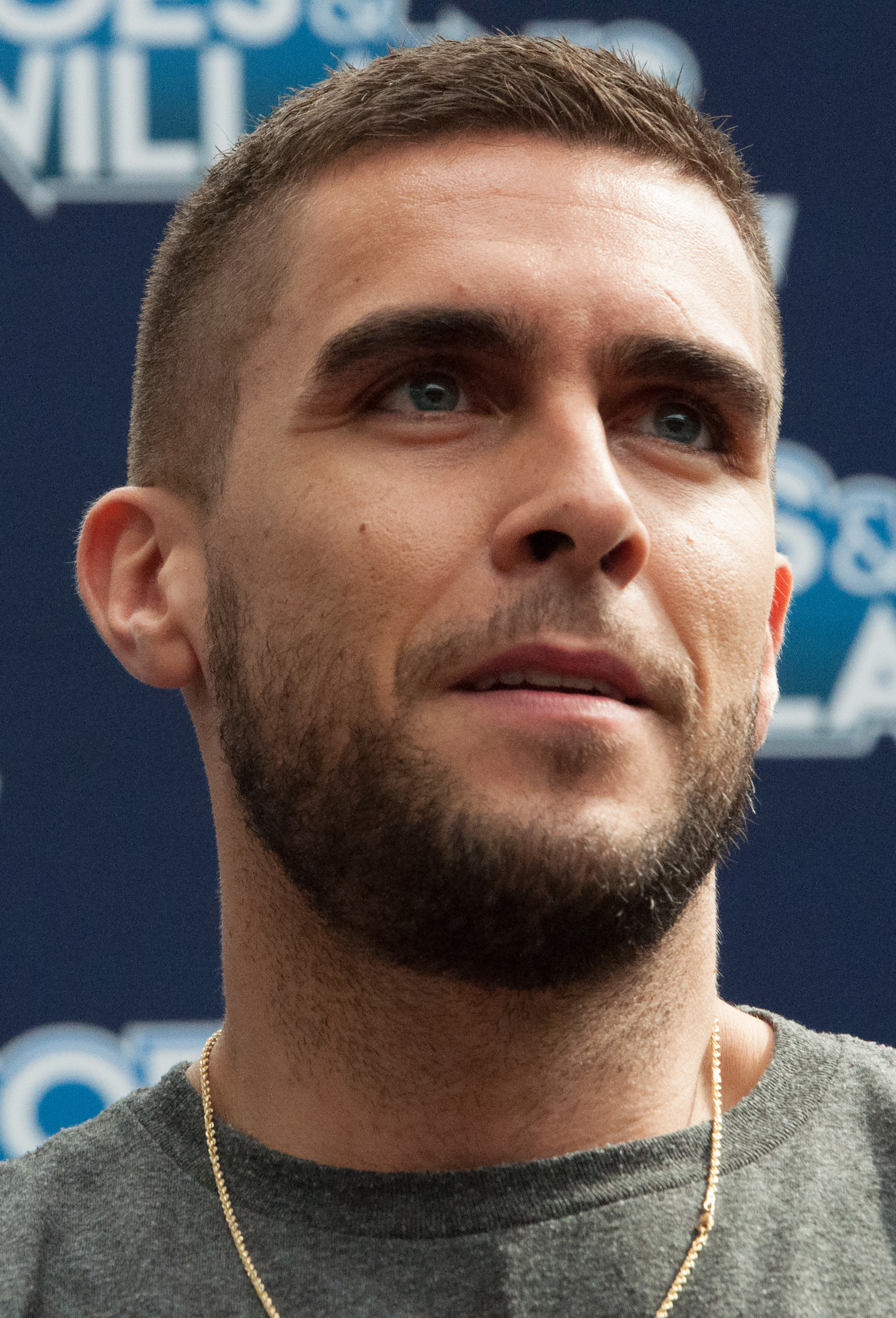
Josh Segarra (2017)

Josh Segarra (* 3. Juni 1986 in Longwood, Florida) ist ein US-amerikanischer Schauspieler. Bekanntheit erlangte er vor allem durch die Rolle des Adrian Chase aus der Serie Arrow.

## Frühe Jahre
Josh Segarra wurde in Florida geboren. Er hat puerto-ricanische Wurzeln und ist Anhänger der Pfingstbewegung. In der Kirche lernte er das Singen. Bereits während der Schulzeit stand er auf der Theaterbühne, sowohl als Darsteller als auch als Sänger. Nach der Schulzeit besuchte er die Tisch School of the Arts. Ein früher Kindheitstraum von ihm war es professioneller Wrestler zu werden.

## Karriere
Segarra ist seit 2005 als Schauspieler aktiv, nachdem er eine kleine Rolle im Fernsehfilm Todesschwarm 2 – Vampire Bats übernahm. 2008 spielte er eine Nebenrolle im Film The Narrows. Von 2009 bis 2011 spielte er die Hauptrolle des Hector Ruiz in der Serie The Electric Company. Anschließend trat er in den Serien Homeland, The Following und Blue Bloods – Crime Scene New York in Gastrollen auf. Von 2014 bis 2015 gehörte er als Billy Cepeda zur Hauptbesetzung der Serie Sirens. 2015 spielte er eine Nebenrolle in der Filmkomödie Dating Queen. Zwischen 2014 und 2016 war Segarra wiederkehrend in der Serie Chicago P.D. zu sehen.
Von 2016 bis 2019 war Segarra als Adrian Chase Teil der Serie Arrow, in der er zur Hauptbesetzung der fünften Staffel gehörte. Zwischen 2018 und 2019 gehörte er als CO Stefanovic zur Besetzung der sechsten Staffel von Orange Is the New Black. 2019 übernahm er eine Nebenrolle in der Serie The Other Two. Seit 2020 ist er als Hector Ramirez in einer der Hauptrollen der Netflix-Serie AJ and the Queen zu sehen.
Wie bereits in jungen Jahren steht Segarra regelmäßig auf der Theaterbühne. 2011 gehörte er beispielsweise zur Besetzung des Musicals Lysistrata Jones. 2012 wirkte er am Musical Dogfight – Ein hässliches Spiel mit. Parallel zu seinen Auftritten vor der Kamera und auf der Bühne leiht er auch gelegentlich Figuren aus Videospielen seine Stimme, darunter Red Dead Redemption und Grand Theft Auto V. Auf Deutsch wird der häufig von Valentin Stilu synchronisiert.

## Persönliches
2014 heiratete Segarra seine langjährige Freundin Brace Rice. 2016 kam ihr erstes gemeinsames Kind, ein Sohn, zur Welt. Im Januar 2020 wurde ihr zweiter Sohn geboren.
Neben Englisch spricht Segarra fließend Spanisch, das seine Muttersprache ist, und betreibt eine eigene Fantasy-Football-Liga.

## Filmografie (Auswahl)
- 2005: Todesschwarm 2 – Vampire Bats (Vampire Bats, Fernsehfilm)
- 2008: The Narrows
- 2009: Blood Night – Die Legende von Mary Hatchet (Blood Night: The Legend of Mary Hatchet)
- 2009–2011: The Electric Company (Fernsehserie, 52 Episoden)
- 2010: The Ministers – Mein ist die Rache (The Ministers)
- 2011: The Music Never Stopped
- 2011: Homeland (Fernsehserie, Episode 1x01)
- 2012: Bronx Warrants (Fernsehfilm)
- 2013: The Following (Fernsehserie, Episode 1x05)
- 2014: Blue Bloods – Crime Scene New York (Blue Bloods, Fernsehserie, Episode 4x17)
- 2014: Are You Joking?
- 2014–2015: Sirens (Fernsehserie, 18 Episoden)
- 2014–2016: Chicago P.D. (Fernsehserie, 9 Episoden)
- 2015: Dating Queen (Train Wreck)
- 2016–2019: Arrow (Fernsehserie, 23 Episoden)
- 2018: Overboard
- 2018: The Good Cop (Fernsehserie, Episode 1x08)
- 2018–2019: Orange Is the New Black (Fernsehserie, 11 Episoden)
- 2019: God Friended Me (Fernsehserie, Episode 2x06)
- 2019–2021: Weihnachten bei den Moodys (The Moodys, Fernsehserie, 12 Episoden)
- 2019–2023: The Other Two (Fernsehserie, 20 Episoden)
- 2020: AJ and the Queen (Fernsehserie, 10 Episoden)
- 2020: Katy Keene (Fernsehserie, 2 Episoden)
- 2020: First One In
- 2020–2021: FBI (Fernsehserie, 5 Episoden)
- 2022: She-Hulk: Die Anwältin (She-Hulk: Attorney at Law, Miniserie, 5 Episoden)
- 2023: Scream VI
- 2023: Heels (Fernsehserie, 4 Episoden)
- 2023–2024: The Big Door Prize (Fernsehserie, 19 Episoden)
- 2024: Friendship
- 2024–2025: Abbott Elementary (Fernsehserie, 12 Episoden)
- 2025: The Threesome
- 2025: Sirens (Miniserie, 5 Episoden)